# France Zupan (učitelj)
France Zupan, slovenski učitelj geografije in prevajalec, * 21. april 1907, Kovor, † 30. april 1958, Trst.

## Življenje in delo
Rodil se je očetu kmetu Ivanu in materi Mariji (rojena Brejc). Zupan je v letih 1919−1927 obiskoval gimnazijo v Kranju.Po končani gimnaziji je študiral geografijo na ljubljanski Filozofski fakulteti  in 1932 diplomiral. V šolskem letu 1933/1934 je bil nekaj časa profesor v Murski Soboti, a je že leta 1934 delal v uredništvu časopis Slovenskega naroda, od 1935 Slovenskega doma. Ob osvoboditvi 1945 se je umaknil v Trst, kjer je od 1946 do smrti učil na Nižji srednji šoli (več let podravnatelj), 1955–1958 tudi na liceju France Prešeren.
Napisal je učbenike: Zemljepis za nižje razrede srednjih šol (Trst, 1947), Zemljepis Slovenije (Gorica, 1947), Kratka zemljepisna slika Jugoslavije (Gorica, 1949), Zemljepis za višje srednje šole (Trst, 1950) in Zemljepis za nižje razrede srednjih in strokovnih šol, I (Trst, 1954), vadnico Angleščina za 1. in 2. razred višjih srednjih šol (Trst, 1949). Sodeloval je tudi pri pripravi drugih učbenikov in pri tem veliko rokopisov jezikovno uredil.
Bil pa je tudi plodovit prevajalec. Prevedel je knjigo Michaela Prawdina Džingis-Kan in njegova dediščina (COBISS) ter nad 40 radijskih iger iz italijanščine angleščine in nemščine,  ki so bile predvajane na radiu Trst A.